# Richard Holz
Richard Holz (* 8. September 1873 in Chemnitz; † 14. Februar 1945 in Dresden; vollständiger Name Richard Konrad Holz) war ein deutscher Verwaltungsbeamter und von 1919 bis 1934 Oberbürgermeister der Stadt Zwickau in Sachsen.

## Leben
Richard Holz wurde als jüngstes von vier Kindern des Unfallkassen-Direktors der Chemnitzer Maschinenfabrik & Gießerei geboren. In Chemnitz besuchte er das Gymnasium und beendete seine Schulbildung nach dem Wegzug der Familie in Eisenberg mit dem Abitur. Anschließend studierte er in Berlin und Leipzig Rechts- und Verwaltungswissenschaften und schloss das Studium 1898 mit Erfolg ab. Während seines Studiums wurde er 1894 Mitglied der Leipziger Burschenschaft Dresdensia. Zunächst arbeitete er ab 1901 für zwei Jahre als Referendar am Königlichen Amtsgericht Glauchau um anschließend seine Laufbahn als Ratsreferendar beim Dresdner Stadtrat fortzusetzen. Von 1903 bis 1905 war er als Ratsassessor in Plauen tätig. Ab 1905 bekleidet er das Amt eines Stadtrats in Gleiwitz und ging 1908 nach Elberfeld (seit 1931 Wuppertal), wo ihm als Beigeordnetem das Polizeidezernat und das Marktwesen unterstanden. Schon 1911 rückte er zum Stellvertreter des Bürgermeisters auf. Im Ersten Weltkrieg nahm er am Feldzug im Westen teil und wurde verwundet. Dadurch blieb er bis 1916 Intendanturrat beim XIX. Königlich Sächsischen Armeekorps, wo er das Eiserne Kreuz II. Klasse und den Albrechtsorden I. Klasse erhielt. 1919 bewarb er sich erfolgreich um das Amt des Zwickauer Oberbürgermeisters als Nachfolger von Karl Keil. 

## Amtszeit

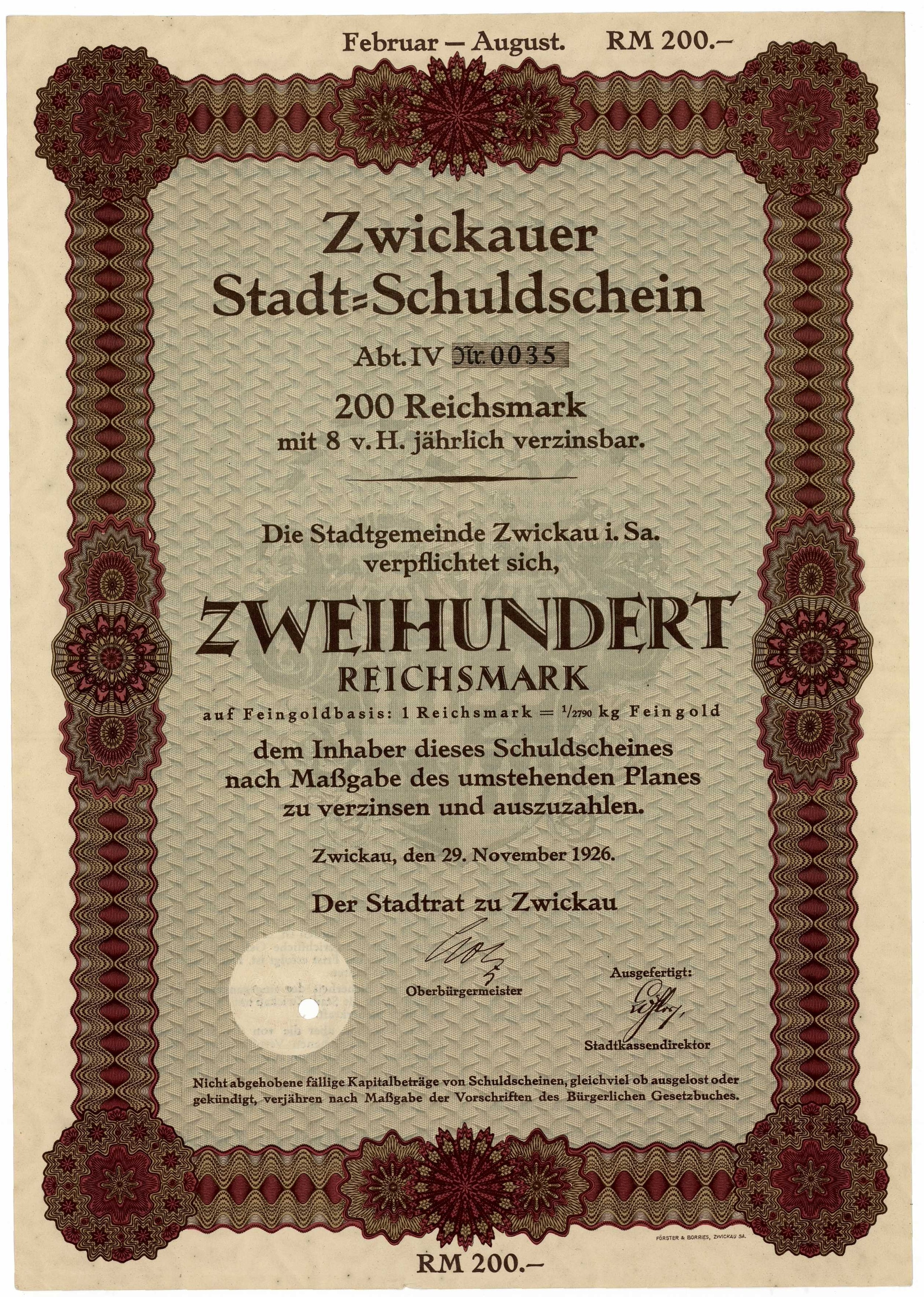
Zwickauer Stadt-Schuldschein vom 29. November 1926 mit Unterschrift von Oberbürgermeister Holz

Obwohl seine Amtszeit als Zwickauer Oberbürgermeister in die Zeit von Inflation und Weltwirtschaftskrise fiel, brachte er einige Projekte erfolgreich auf den Weg. Unter seiner Leitung wurde 1920 die Robert-Schumann-Gesellschaft gegründet. In seine Amtszeit fielen 1921 auch die Verhandlungen zum Um- und Neubau des Zwickauer Hauptbahnhofs. Er setzte den Neubau der Frauenklinik auf dem Gelände des Heinrich-Braun-Krankenhauses durch. Als 1931 in Zwickau 12.000 Menschen arbeitslos und die Stadtkassen leer waren, wurde durch seine Initiative eine Mütterberatungsstelle sowie ein Säuglings- und Wöchnerinnen-Wohnheim eingerichtet. Den Neubau der modernen Pestalozzischule weihte er 1929 ein. Dafür nahm er die zeitweilige Schließung von Theater und Museum in Kauf. Um von den Bürgern Geld in die Stadtkasse zu bekommen, ließ er Stadtschuldscheine ausgeben. Nach dem Ende seiner letzten Wahlperiode 1934 gab er das Amt an Ewald Dost ab und zog noch im gleichen Jahr nach Dresden.
Seit 1993 trägt die vormalige Otto-Nuschke-Straße in Zwickau-Marienthal seinen Namen.